# シネマート六本木
シネマート六本木（シネマートろっぽんぎ）は、東京都港区六本木でアジア映画を中心に上映していた映画館。4つのスクリーンからなるシネマコンプレックスであった。

## 沿革

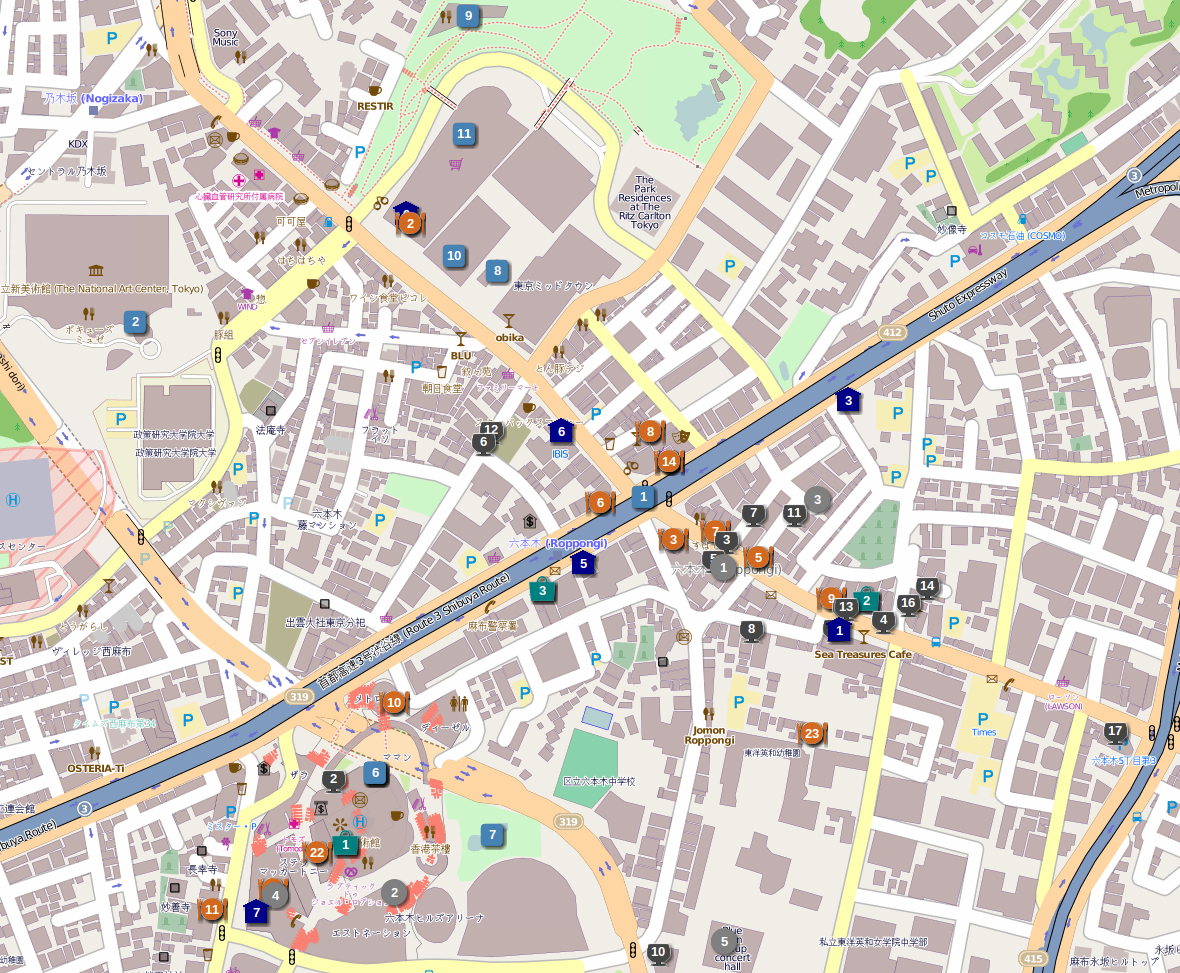
六本木中心部の地図。灰色で囲んだ③の位置にシネマート六本木があった。

2006年3月11日に株式会社エスピーオー（1987年設立）の直営映画館第1号として、邦画および韓国映画・台湾映画・香港映画・中国映画等の娯楽作品を上映する映画館として開館。都心近くには珍しいアジア映画専門の映画館として客を集め、エスピーオーは同年3月31日には大阪市の心斎橋にシネマート心斎橋を、同年12月9日には東京都の新宿にシネマート新宿をオープンしている。
2007年12月5日には、株式会社エスピーオーの本社事務所が銀座からシネマート六本木ビルの2階に移転した。山田玲奈は2008年6月28日に『今日という日が最後なら』（監督柳明菜）を観賞した際、同作の主題歌を担当したサンプラザ中野くんが出席した舞台挨拶を観覧したという。
シネマート六本木は、東京国際映画祭では、第21回（2008年）から第27回（2014年）まで上映会場の1つとして使われた。文化庁メディア芸術祭の受賞作品展では、第16回（2012年度）から第18回（2014年度）まで映像作品の上映会場などに使われた。また2012年9月9日には、サンスポアイドルリポーターによる『第2回SIRファンミーティング』が開催された他、2015年1月期にBSジャパンで放送されていたテレビドラマ『ワカコ酒』（主演武田梨奈）では、同館内部でオープニング映像が撮影された。
数々のアジア映画を上映し続けてきた映画館であったが、入居していたビルの賃貸借契約が2015年8月8日付で切れることもあり同年6月14日付をもって閉館の運びとなった。この日に合わせ『Cinem@art Roppongi Last Present』（シネマート六本木・ラストプレゼント）と題した特別企画を開催。最終日の最後にかかった映画は、チャン・グンソク主演の『楽しき人生』（監督イ・ジュニク）であった。当館の閉館により、六本木方面の映画館はTOHOシネマズ六本木ヒルズが残るのみとなった。
その後の現況は、スクリーン4のあった3階に「DiA tokyo」（ディア・トーキョー、2016年12月2日オープン）、スクリーン2と3のあった地下1階には「party on」（パーティー・オン、2017年2月9日オープン）、スクリーン1のあった地下2階には「バーレスクTOKYO」（2017年3月29日移転オープン）と、それぞれ映画館ではないクラブが入居している。
なお、アジア映画専門の映画館としては、先に東京都大田区の大森にキネカ大森がある。キネカ大森は、1984年3月30日に3つのスクリーンからなるシネマコンプレックスとして開館。スクリーンの1つは、当初は単館系作品を上映するミニシアターだったが、1998年からアジア映画専門のミニシアターとなっていた（2010年12月4日からは2本立て上映の名画座となっている）。

## 概要
各回完全入替制で全席指定席。座席指定券は上映日当日のみの販売（特別鑑賞券（前売り券）を購入済みの場合は、上映日当日に座席指定券と引き換え）。座席指定券の取り扱いは、1階のチケットカウンターのみで、インターネットを利用した座席指定予約はおこなっていない。
- スクリーン1 （地下2階） - 165席（164席＋車椅子スペース1）
- スクリーン2 （地下1階） - 087席（086席＋車椅子スペース1）
- スクリーン3 （地下1階） - 052席（051席＋車椅子スペース1）
- スクリーン4 （3階） - 136席（135席＋車椅子スペース1）

## 料金

### 基本料金
- 一般 - 1800円
- 大学生・高校生 - 1500円
- 中学生 - 1000円
- 小人（3歳-小学生） - 1000円
- シニア（60歳以上） - 1100円

### 割引料金
- 月曜メンズデイ - 毎週月曜は男性客は1100円
- 水曜レディースデイ - 毎週水曜日は女性客は1100円
- 映画サービスデイ - 毎月1日は1100円均一
- シネマートデイ - 毎月25日は1000円均一
- 障害者割引 - 障害者とその付き添い人1名までは1人につき1000円
- 夫婦50割引 - 夫婦のいずれかが50歳以上の場合、夫婦2人で2200円
- シネマート親子割引（2013年3月31日で終了） - 親子連れは、子供の年齢・人数問わず、1人につき1000円

## ポイントカード
- 入会金：300円
- 年会費・更新料：不要
- 割引サービス：毎週木曜日は映画料金が1100円
- ポイント制：入会時に3ポイント付与。有料鑑賞1回で1ポイント付与（毎週火曜日は2ポイント付与）。
- ポイント引き換え：
  - 10ポイントと交換：映画鑑賞が1回無料（適用外となる回あり[19]）
  - 02ポイントと交換：ポップコーンSサイズ無料
- シネマート新宿との共通カード（一部サービス内容が異なる）。
- 1年間ポイント加算がないと、貯めたポイントは失効。